# Colorhythm
『colorhythm』（カラリズム）は、矢井田瞳の7枚目のオリジナルアルバム。2008年3月5日発売。発売元は青空レコード。

## 解説
アルバムタイトルは、「color（カラー）」と「rhythm（リズム）」を掛け合わせて作った造語である。また、2008年3月からスタートしたライブツアー『COLOROCK』（カラロック）も、「COLOR（カラー）」と「ROCK（ロック）」を合わせた同様の造語である。その『COLOROCK』では、全公演で演奏がアルバムの収録順と同じ「YES」で始まり、「.〜period〜」で終わっている（アンコールは含まず）。
今アルバムでは、収録曲の多くにタイアップがついている。
「YES」のレコーディングではギターを弾きながら録ったという。
「恋バス〜colorhythm.ver〜」は、もともとTBS系列の音楽番組『クリスマスの約束』の番組企画による小田和正との共作曲で、番組内でバンドアレンジで披露された。

## 収録曲
| 全作詞: 矢井田瞳。 |                               |           |                    |                  |      |
| #                  | タイトル                      | 作詞      | 作曲               | 編曲             | 時間 |
| 1.                 | 「YES」                       | 矢井田瞳  | 矢井田瞳           | 矢井田瞳         | 1:51 |
| 2.                 | 「ハッピースピナー」          | 矢井田瞳  | 矢井田瞳           | 村田昭、矢井田瞳 | 3:48 |
| 3.                 | 「ミラクルワイパー」          | 矢井田瞳  | 矢井田瞳           | 村田昭、矢井田瞳 | 4:35 |
| 4.                 | 「ネバーランド行き」          | 矢井田瞳  | 矢井田瞳           | 久保田光太郎     | 5:01 |
| 5.                 | 「Siren」                     | 矢井田瞳  | 矢井田瞳           | 村田昭           | 4:18 |
| 6.                 | 「I Love You の 形」          | 矢井田瞳  | 矢井田瞳           | 村田昭、矢井田瞳 | 3:38 |
| 7.                 | 「恋バス～colorhythm ver.～」 | 矢井田瞳  | 矢井田瞳、小田和正 | 村田昭           | 4:08 |
| 8.                 | 「ハネユメ」                  | 矢井田瞳  | 矢井田瞳           | 村田昭、矢井田瞳 | 5:08 |
| 9.                 | 「ドキドキのつぼみ」          | 矢井田瞳  | 矢井田瞳           | 村田昭           | 5:05 |
| 10.                | 「靴音」                      | 矢井田瞳  | 矢井田瞳           | 久保田光太郎     | 5:03 |
| 11.                | 「君こそ道しるべ」            | 矢井田瞳  | 矢井田瞳           | 村田昭           | 4:28 |
| 12.                | 「Not Enough」                | 矢井田瞳  | 矢井田瞳           | 村田昭、矢井田瞳 | 4:13 |
| 13.                | 「.～period～」               | 矢井田瞳  | 矢井田瞳           | 村田昭、矢井田瞳 | 1:54 |
| 合計時間:          | 合計時間:                     | 合計時間: | 合計時間:          | 53:17            |      |

### タイアップ
- 江崎グリコ「Pが導くコラーゲン」CMソング（M-2）
- フジテレビ系列バラエティ『さんまのまんま』エンディングテーマ（M-3）
- コナミ「佐伯チズ式 夢美肌」CMソング（M-6）
- テレビ朝日系列ドラマ『ガンジス河でバタフライ』主題歌（M-8）
- 花王「メリット」CMソング（M-9）
- 「赤い羽根共同募金」CMソング（M-10）
- 千寿製薬「マイティア美瞳」CMソング（M-11）